# لیگ برتر کاراته۱
لیگ برتر کاراته۱ یک رویداد کاراته است که توسط فدراسیون جهانی کاراته در سال ۲۰۱۱ با ۲ تورنمنت در پاریس و استانبول برگزار شد.
کاراته۱، پیشرفتی تصاعدی از نظر بزرگی و وضعیت مسابقات و همچنین تعداد شرکت کنندگان و کشورهای شرکت کننده داشته‌است.
کاراته ۱، مهمترین رویداد لیگ در جهان کاراته است. این شامل تعدادی از برجسته‌ترین مسابقات کاراته است و تلاش می‌کند تا بهترین ورزشکاران کاراته جهان را در مسابقات قهرمانی با مقیاس و کیفیت بی‌سابقه گرد هم آورد.
رویدادهای لیگ برتر کاراته ۱ به عنوان سیستمی همگن برای رسیدن به بازی‌های  المپیک ۲۰۲۰ توکیو از سال ۲۰۱۸ در رویداد برلین آغاز شد و با رویداد لیسبون ۲۰۲۱ به پایان رسید.

## رویدادها
| ردیف | سال  | مرحله | رویداد |
| ---- | ---- | ----- | ------ |
| ۱    | ۲۰۱۱ | ۲     | ۲۸     |
| ۲    | ۲۰۱۲ | ۸     | ۱۱۰    |
| ۳    | ۲۰۱۳ | ۸     | ۱۱۰    |
| ۴    | ۲۰۱۴ | ۸     | ۱۱۱    |
| ۵    | ۲۰۱۵ | ۸     | ۱۱۲    |
| ۶    | ۲۰۱۶ | ۱۱    | ۱۵۲    |
| ۷    | ۲۰۱۷ | ۵     | ۷۰     |
| ۸    | ۲۰۱۸ | ۷     | ۹۸     |
| ۹    | ۲۰۱۹ | ۷     | ۹۸     |
| ۱۰   | ۲۰۲۰ | ۳     | ۴۲     |
| ۱۱   | ۲۰۲۱ | ۵     | ۷۰     |

### ۲۰۱۱
| مرحله | میزبان   | رویداد |
| ----- | -------- | ------ |
| ۱     | استانبول | ۱۴     |
| ۲     | سالزبورگ | ۱۴     |

### ۲۰۱۲
| مرحله | میزبان   | رویداد |
| ----- | -------- | ------ |
| ۱     | پاریس    | ۱۴     |
| ۲     | دوردرخت  | ۱۴     |
| ۳     | جاکارتا  | ۱۴     |
| ۴     | بوسان    | ۱۲     |
| ۵     | استانبول | ۱۴     |
| ۶     | هانوفر   | ۱۴     |
| ۷     | آتن      | ۱۴     |
| ۸     | سالزبورگ | ۱۴     |

### ۲۰۱۳
| مرحله | میزبان   | رویداد |
| ----- | -------- | ------ |
| ۱     | استانبول | ۱۴     |
| ۲     | هانوفر   | ۱۴     |
| ۳     | سالزبورگ | ۱۴     |
| ۴     | پاریس    | ۱۴     |
| ۵     | دوردرخت  | ۱۴     |
| ۶     | لاسکو    | ۱۲     |
| ۷     | تیومن    | ۱۴     |
| ۸     | جاکارتا  | ۱۴     |

### ۲۰۱۴
| مرحله | میزبان   | رویداد |
| ----- | -------- | ------ |
| ۱     | پاریس    | ۱۴     |
| ۲     | آلمیره   | ۱۴     |
| ۳     | لاسکو    | ۱۴     |
| ۴     | جاکارتا  | ۱۳     |
| ۵     | اوکیناوا | ۱۴     |
| ۶     | استانبول | ۱۴     |
| ۷     | هانوفر   | ۱۴     |
| ۸     | سالزبورگ | ۱۴     |

### ۲۰۱۵
| مرحله | میزبان      | رویداد |
| ----- | ----------- | ------ |
| ۱     | پاریس       | ۱۴     |
| ۲     | آلمیره      | ۱۴     |
| ۳     | ال شیخ      | ۱۴     |
| ۴     | سائو پائولو | ۱۴     |
| ۵     | استانبول    | ۱۴     |
| ۶     | کوبورگ      | ۱۴     |
| ۷     | سالزبورگ    | ۱۴     |
| ۸     | اوکیناوا    | ۱۴     |

### ۲۰۱۶
| مرحله | میزبان       | رویداد |
| ----- | ------------ | ------ |
| ۱     | پاریس        | ۱۴     |
| ۲     | ال شیخ       | ۱۴     |
| ۳     | لاسکو        | ۱۲     |
| ۴     | روتردام      | ۱۴     |
| ۵     | دبی          | ۱۴     |
| ۶     | سالزبورگ     | ۱۴     |
| ۷     | رباط (مراکش) | ۱۴     |
| ۸     | استانبول     | ۱۴     |
| ۹     | فورتالزا     | ۱۳     |
| ۱۰    | هامبورگ      | ۱۴     |
| ۱۱    | اوکیناوا     | ۱۴     |

### ۲۰۱۷
| مرحله | میزبان       | رویداد |
| ----- | ------------ | ------ |
| ۱     | پاریس        | ۱۴     |
| ۲     | روتردام      | ۱۴     |
| ۳     | دبی          | ۱۴     |
| ۴     | رباط (مراکش) | ۱۴     |
| ۵     | لایپزیک      | ۱۴     |

### ۲۰۱۸
| مرحله | میزبان       | رویداد |
| ----- | ------------ | ------ |
| ۱     | پاریس        | ۱۴     |
| ۲     | دبی          | ۱۴     |
| ۳     | روتردام      | ۱۴     |
| ۴     | رباط (مراکش) | ۱۴     |
| ۵     | استانبول     | ۱۴     |
| ۶     | برلین        | ۱۴     |
| ۷     | توکیو        | ۱۴     |

### ۲۰۱۹
| مرحله | میزبان       | رویداد |
| ----- | ------------ | ------ |
| ۱     | پاریس        | ۱۴     |
| ۲     | دبی          | ۱۴     |
| ۳     | رباط (مراکش) | ۱۴     |
| ۴     | شانگهای      | ۱۴     |
| ۵     | توکیو        | ۱۴     |
| ۶     | مسکو         | ۱۴     |
| ۷     | مادرید       | ۱۴     |

### ۲۰۲۰
| مرحله | میزبان   | رویداد |
| ----- | -------- | ------ |
| ۱     | پاریس    | ۱۴     |
| ۲     | دبی      | ۱۴     |
| ۷     | سالزبورگ | ۱۴     |

### ۲۰۲۱
| مرحله | میزبان       | رویداد |
| ----- | ------------ | ------ |
| ۱     | استانبول     | ۱۴     |
| ۲     | لیسبون       | ۱۴     |
| ۳     | تاشکند       | ۱۴     |
| ۴     | مسکو         | ۱۴     |
| ۵     | رباط (مراکش) | ۱۴     |